# Anthony Hoskins
Sir Anthony Hiley Hoskins (1. září 1828, North Perrot, Somerset, Anglie – 21. června 1901, Dorking, Surrey, Anglie) byl britský admirál. U královského námořnictva sloužil od roku 1842, zúčastnil se válek v koloniích a jako velitel později působil na různých místech britské koloniální říše. Aktivní kariéru završil ve funkci prvního námořního lorda (1891–1893), poté odešel do výslužby.

## Životopis
Byl synem Henryho Hoskinse, původně studoval ve Winchesteru, ale v roce 1842 jako kadet vstoupil do Royal Navy. Sloužil u břehů západní Afriky a na Mysu Dobré naděje, kde se zúčastnil tažení proti obchodníkům s otroky. Již v roce 1849 byl poručíkem, později se v hodnosti komandéra (1858) zúčastnil druhé opiové války. V 60. letech vystřídal službu na různých lodích v Tichém oceánu, západní Africe a u břehů Severní Ameriky, mezitím byl povýšen na kapitána (1862). V letech 1869–1873 velel nově postavené bitevní lodi HMS Sultan v Lamanšském průlivu. V hodnosti komodora byl v letech 1875–1878 vrchním velitelem u břehů Austrálie (Australia Station). Mezitím byl v roce 1877 jmenován námořním pobočníkem královny Viktorie a téhož roku obdržel Řád lázně. Po návratu do Anglie byl povýšen na kontradmirála (1879) a ve správě Royal Navy zastával funkci čtvrtého námořního lorda (Junior Naval Lord, 1880–1882). V roce 1882 byl vyslán do Středozemního moře, zapojil se do anglicko-egyptské války a zúčastnil se bombardování Alexandrie. V návaznosti na to obdržel rytířský kříž Řádu lázně s šlechtickým titulem Sir (1882) a turecký Řád Medžidie II. třídy (1883). Po návratu do Anglie se stal superintendantem námořních rezerv a v roce 1885 byl povýšen na viceadmirála. V letech 1885–1888 byl druhým námořním lordem a poté vrchním velitelem ve Středozemním moři (1889–1891) na vlajkové lodi HMS Camperdown. V roce 1891 dosáhl hodnosti admirála a nakonec byl v letech 1891–1893 prvním námořním lordem; v této funkci měl přezíravý postoj k silám Royal Navy a podceňoval potřebu námořního zbrojení, které prosazovali jeho mladší kolegové (Frederick Richards, John Arbuthnot Fisher). V roce 1893 odešel do výslužby a při této příležitosti obdržel velkokříž Řádu lázně.
V roce 1865 se oženil s Dorotheou Robinsonovou (1829–1901), dcerou Sira George Robinsona, kanovníka v Peterboroughu. Manželství zůstalo bezdětné.